# Філарет (архімандрит Печерський)
Філарет I (д/н — бл. 1501) — український церковний діяч часів Великого князівства Литовського.

## Життєпис
Про походження нічого невідомо. В Печерському помяннику кінця XV — початку XVI ст. згадане його прозвання «Волинець», що ймовірно свідчить про місце народження.
1494 року після смерті Феодосія V Войніловича стає архімандритом Києво-Печерського монастиря. Завершив справу відновлення обителі після нападу кримських татар 1482 року. 1495 року біля північної стіни Успенського собору була побудована невелика каплиця-усипальниця. Втім у 1497 році монастир зазнав збитків від  нового нападу кримських татар. 
Водночас доклав зусиль щодо збереження майна монастиря, клопотав про надання пільг перед великонязівською владою, зберіг майно на Сіверщині після входження її до складу Великого князівства Московського. Між 1494 та 1499 роками відбувалася судова тяганина з шляхтичами Полозовичами щодо 1/3 Бобрицької землі на Васильківщині. Зрештою монастир виграв суд. Того ж року архімандрит домовився з Анастасією Чижевською та її сином Семеном про обмін 1/3 Бобровиці на щорічну дань на церкву (Успенський собор Києво-Печерського монастиря) — 5 відер меду київської міри. 
У 1496-1500 роках монастир отримав від новгород-сіверського князя Василя Івановича Шемячича і стародубського князя Семена Івановича Можайського нові володіння.
У судовій грамоті від 3 листопада 1524 року князь Юрій Семенович Слуцький згадує про тяжбу своєї бабки з архімандритом Філаретом і «зо всими Печерскими старцы». З огляду на це Феодосій I помер між 1501 та 1503 роками. Новим настоятелем став Феодосій VI.